# Macintosh LCシリーズ

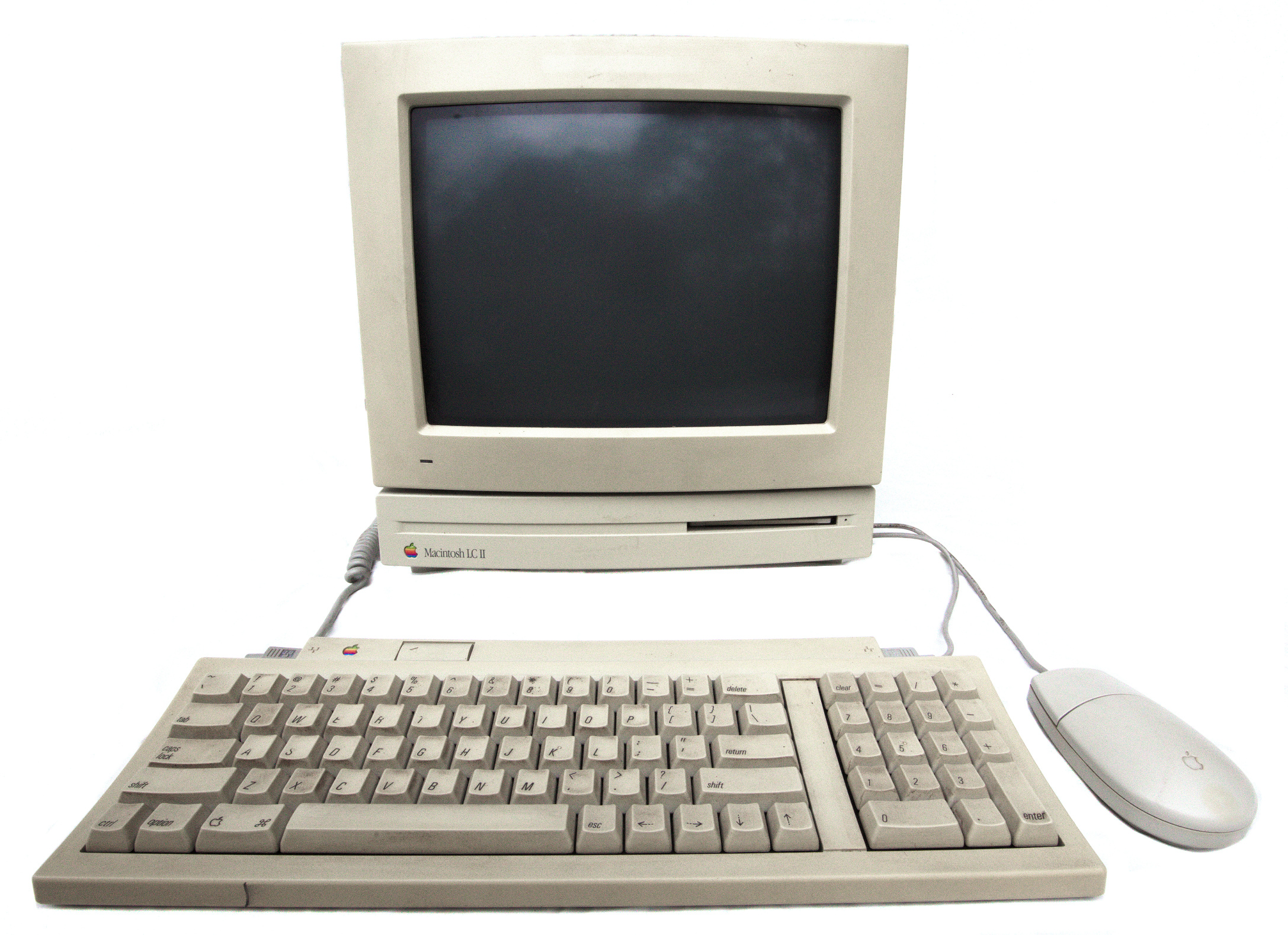
Apple Macintosh LC IIに、Macintosh 12 インチ RGBディスプレイ、キーボード、マウスを組み合わせた正面写真

Macintosh LCシリーズは、1990年から1997年にかけてAppleによってデザイン、製造、販売されたMacintoshである。
低価格Macintoshの新しい波の一部としてMacintosh IIsiおよびMacintosh Classicとともに発売されたMacintosh LCは、 Macintosh IIと同等の性能を半分の価格で提供した。Appleの目標の1つは、Apple IIGSと同じ価格で教育委員会に販売できるマシンを製造することだった。このマシンは米教育市場で大きな成功を収めた。Apple IIe カードがLC向けにリリースされて間もなく、AppleはApple II GSの廃止を発表した。これは、同社が販売とマーケティングの取り組みをMacintosh LCに集中させるためであった。
初代Macintosh LCは1990年10月にリリースされ、1992 年と1993年初めにLC IIとLC IIIとアップデートされていった。これらの初期モデルはすべて同じピザボックスフォームファクタを採用し、1993年半ばにオールインワン・デスクトップ機のMacintosh LC 500 シリーズが加わった。同社は合計12の異なるLCモデルを製造し、その最後の米国モデルであるPower Macintosh 5300 LCは1997年初めまで販売されていた。

## 概要

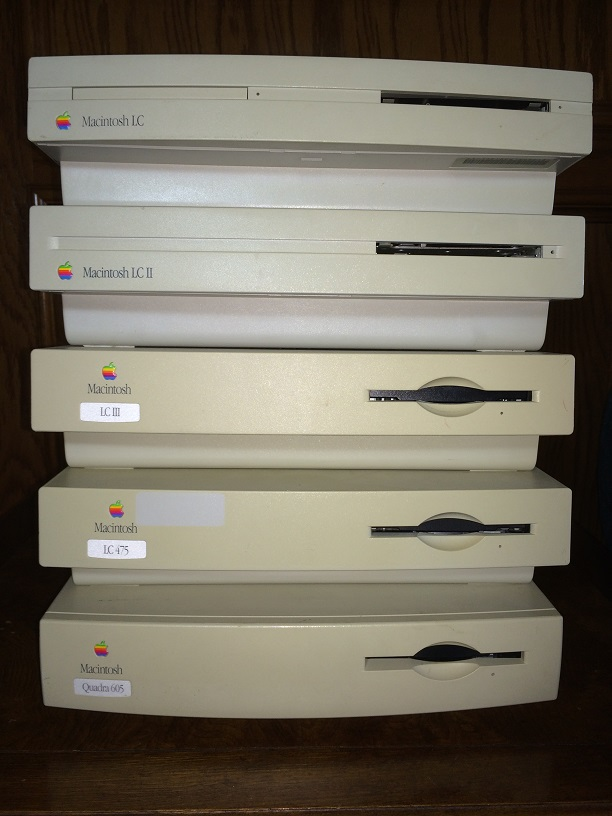
LCシリーズ (LC、II、III、475、Quadra 605) の前面

共同創業者であるスティーブ・ジョブズが1985年にAppleを去った後、製品開発はApple Franceの元マネージャーであるジャン＝ルイ・ガセーに引き継がれた。彼は一貫して、拡張性と相互運用性に関する、より「オープン」な方向へ、そしてより高価格へと、Apple製品ラインを推し進めた。 ガセーは長い間、Appleは自社のコンピュータを市場のローエンド向けに売り込むべきではなく、利益が大きいハイエンド向けに集中すべきだと主張してきた。彼は、左下に低電力、低コストのマシン、右上に高電力、高コストのマシンを備えたコンピュータの価格/性能比を示すグラフを使用して、概念を説明した。「極端な右側」の目標は、ガッセの 55% の利益率の目標に言及して、「55か死ぬか」と言った上層部のマントラとなった。
このポリシーにより、これまで以上に高価な一連のコンピュータが生まれた。これは社内の激しい反対にもかかわらずであり、 クラリスのグループが "Drama" と呼ばれるローエンドのMacプロジェクトを開始したとき、ガセーは積極的にその計画を潰した。同社の別の場所では、HL CheungとPaul Bakerの2人のエンジニアが、秘密裏にお気に入りのプロジェクト、つまり「Spin」と呼ばれる Macintoshのカラープロトタイプに取り組んでいた。アイデアは、CheungがAppleで設計責任者として以前に取り組んだ製品であるApple IIの流れに沿った低コストのシステムを製造することだった。このマシンは事実上、ビルトイン ビデオを備え、NuBus拡張スロットはなく、前年にApple IIGSで導入されたものと同様の RGB モニターを備えた、大幅に小型化されたMacintosh IIだった。このプロジェクトは開発中に方向性を変え、経営陣はマシンが当時開発中であったMacintosh IIciと同様のビデオ機能と処理能力を持つべきであると指示しました。 1989 年の初め、このプロトタイプは Apple の幹部に見せられた。Apple の幹部は、このプロジェクトを気に入ったが、既存のモデルとの違いがないと判断し、プロジェクトを終了した。
同じ頃、AppleのCEO ジョン・スカリーは、安価な Macintoshシリーズがないことが主原因と考えられる売上高の減少で、世間の注目を集めていた。新しい低価格のMacintoshが間もなく登場するというマスコミや投資家への約束の中で、可能な限り低価格のMacintoshを作ることを目標に、スカリーはSpinプロジェクトを復活させた。ガセーはチームにカラー表示をプロジェクトの特徴として維持するように懇願し、それ以来、後に販売された製品は新しいコードネーム「Elsie」として社内で知られていた。この時点でのElsieのプロトタイプは、キーボードがユニットに統合されたApple IIcに似ていて、HDDのない単一の 800 KBフロッピードライブを備えていた。問題は、マシンは安価になるが、特にMC68000 CPUは許容できるパフォーマンスでカラー画面を表示するには性能が不足し、優れたコンピュータではなかったことだった。
1989年4月までに、プロジェクトを3機種のコンピュータに分割することが決定された。より強力な MC68030 CPU を搭載する Macintosh IIsi、白黒ディスプレイを使用するMacintosh Classic と、Macintosh IIのMC68020 CPUを使用するMacintosh LCとなった。

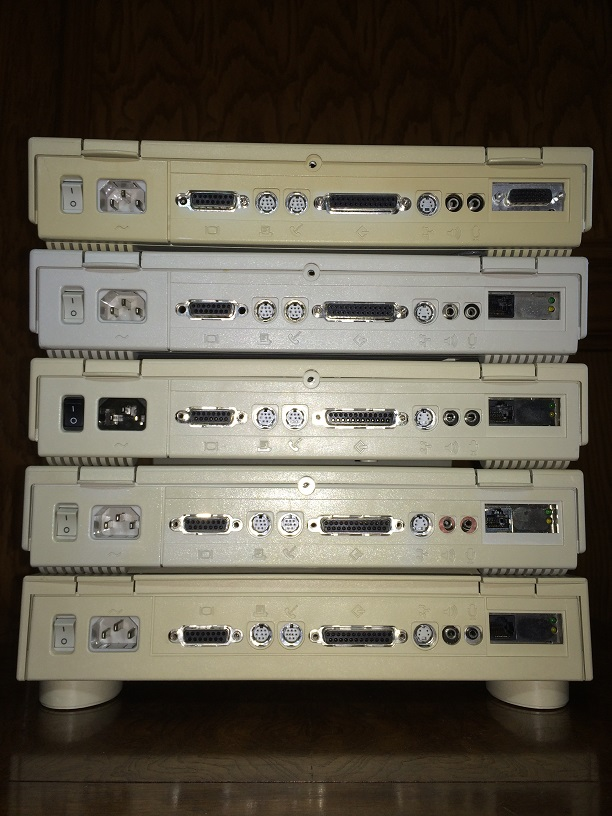
LCシリーズ (LC、II、III、475、Quadra 605) の背面

価格を抑えるために、Apple はパフォーマンスと機能の一部を削減し、コンポーネントを再設計してより安価にした。たとえば、IIsiとClassicに含まれていた外部フロッピー端子は、コネクタ費用を数ドル節約できるため、LCから除外された。統合キーボード案もこの時点で中止され、Apple Keyboard IIと呼ばれる新しく設計されたキーボードに置き換えられた。

### 市場
Macintosh LCは、 Macintosh Classic (古いMacintosh Plusの再パッケージ化) およびMacintosh IIsi ( Macintosh II シリーズの新しいエントリーレベルのマシン) とともに市場に導入された。廉価なカラー Macに対する根強い需要により、LCは売れ行きが好調で、1992年には後継としてMacintosh LC IIが登場した。更新されたマシンは、CPUのMC68020をMC68030に置き換え、ハンダ付けされたメモリを4MBに増やし、漢字Talk 7により適したものにした。ただし、初代LCと同じ16 ビットシステムバスと 10 MB RAM 制限 (4 MB SIMMを2枚増設すると2 MB分のRAM にはアクセスできない)により、パフォーマンスは、初代LCとほぼ同じであった。LC IIの MC68030の主な利点は、漢字Talk 7の仮想メモリ機能を使用できることだけであった。それにも関わらず、LC IIはLCよりも売れ行きが良かった。
Computer Gaming Worldは 1990 年にLCが高すぎると批判し、消費者はカラーモニタ付きの3,000ドルのLC よりもVGAグラフィックス付きの2,000ドルのIBM PS/1を好むだろうと述べた。当初はMacintosh Classicの方が人気があり、1992年5月までにLC (56万台販売) がClassic (120万台販売) を上回っていた。 出荷されたLCの半分以上が家庭や学校で使用された。 Appleは、学校のLCの約半分でIIeカードが使用され、安価なPC クローンに奪われた教育市場シェアを取り戻すのに役立ったと主張した。
1993年初頭、Apple はLC IIIを発売した。 MC68030の 25MHzバージョンであり、それまでの10MBから36MBまで最大メモリ容量は拡張された。米国では、LC IIIをベースに一連のLCシリーズが生み出された。そのほとんどは後に、LC の名前で教育界と従来のAppleディーラーを介した消費者に販売され、 Performaとして電器店やデパート（シアーズなど）で消費者市場に販売された。 (たとえば、 LC 475はPerforma 475としても知られた。 ) 最後の正式な「LC」は、1995年8月にリリースされ、1996年4月に廃止されたPower Macintosh 5300/100 LCだった。 LC 580は、680x0ベースの最後のデスクトップMacintoshとして注目された。

### オールインワン市場への展開

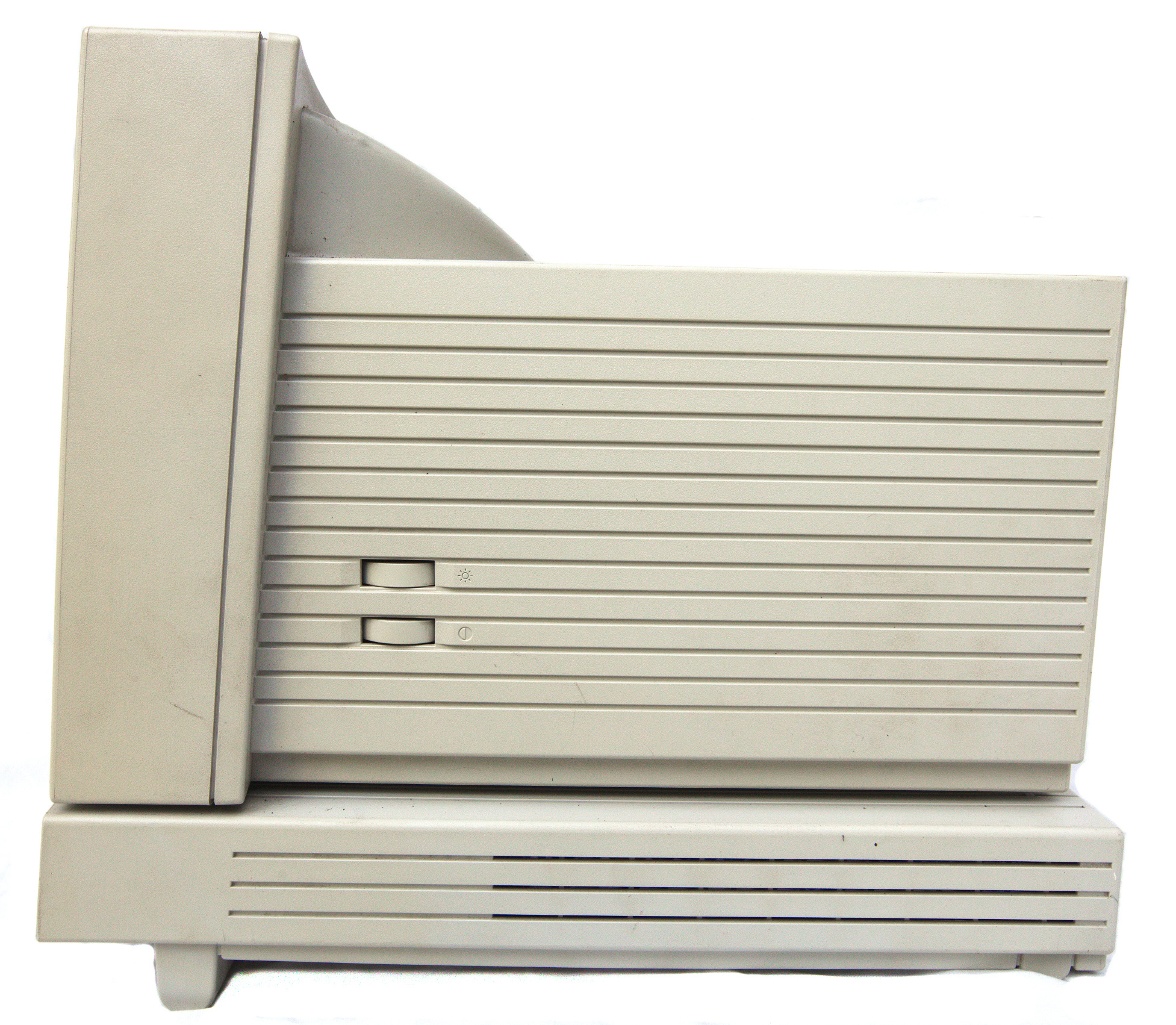
LC IIの側面

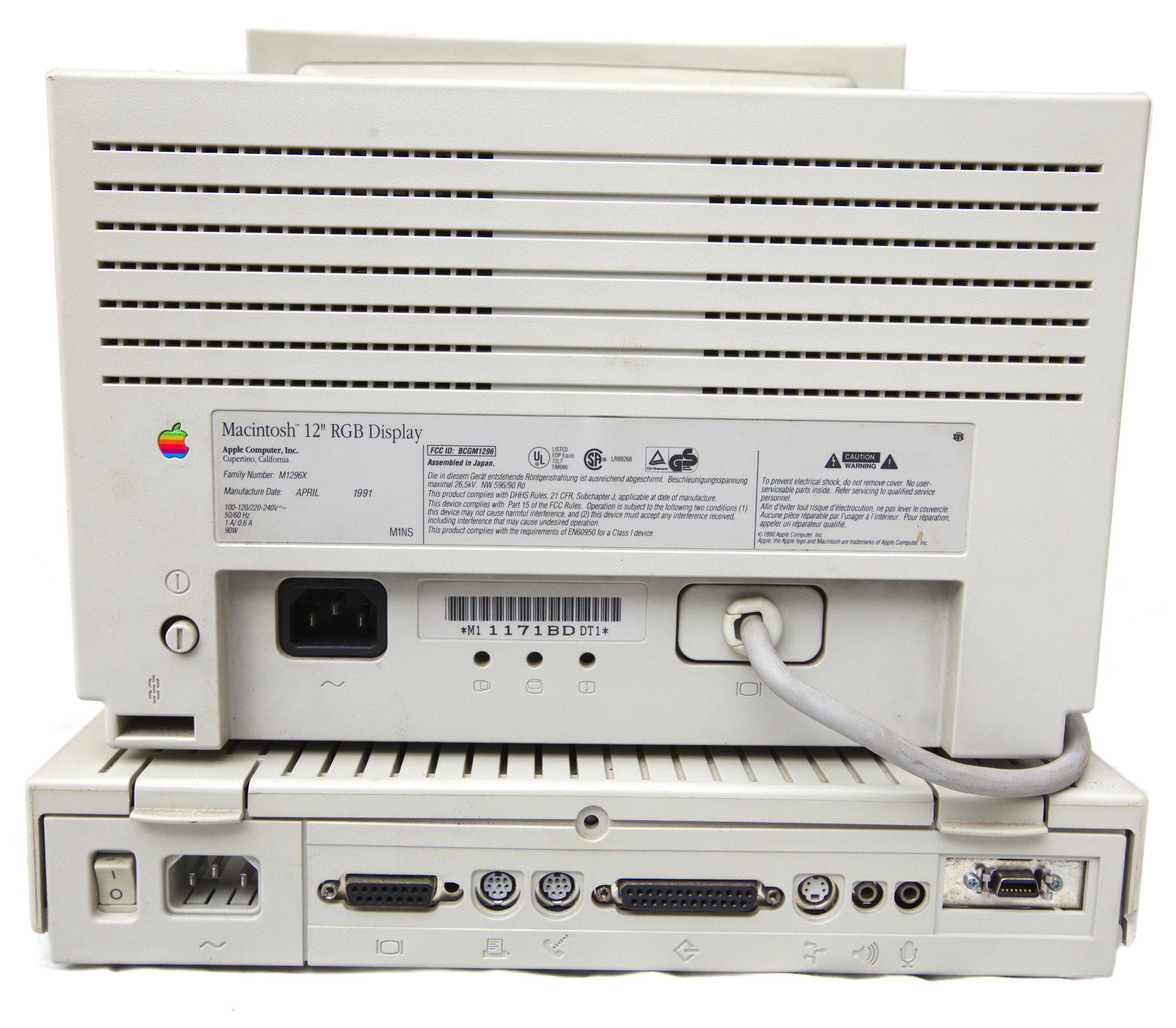
LC IIの背面

1993年半ば、Apple はMacintosh LC 520を発表した。これは、コンパクトMacintoshによって普及した従来のオールインワン・フォームファクタと、LC IIIのテクノロジ プラットフォームを組み合わせたものであった。内蔵の14インチ CRTディスプレイ、 CD-ROMドライブ、およびステレオスピーカを備え、Appleの教育市場向けMacintoshで主流となった。ケースは導入された Macintosh Color Classicと似ているが、画面が大きく、中央部が膨らんで大きな電子機器を内蔵するため、かなり大きくて重い。
次の2年間で、520、550、575、および580の4つのLC 500シリーズのモデルがリリースされた。520と550は両方ともMC68030の異なる速度を使用し、575と580は33MHzのMC68LC040プロセッサ以外はハードウェアが異なる。これらのコンピュータはすべて、同様のモデル番号でMacintosh Performaブランドのデパートを通じて消費者市場にも販売された。特にLCモデルは、設置面積が小さく、ケーブルが乱雑にならず、耐久性があるため、学校で非常に人気があった。 Appleは、また、LC 520をベースとしたMacintosh TVを米国でリリースした。これはLCとしてブランド化されていかったが、LC 520のケースの黒色バージョン、LC 550に似たロジックボード、および TVチューナーカードを搭載した。コンパクトなColor Classic シリーズは、初期のLC 500シリーズと多くのコンポーネントを共有し、ロジックボードを交換することができる。
Power Macintosh 5200 LCはLC 500シリーズのPowerPCベースの代替品として、米国で1995年4月に発売され、CPUはPowerPC 603 75MHzだった。同年8月には、 Power Macintosh 5300 LCがリリースされた。これは、同じロジックボードのデザインを維持しながら、より強力なPowerPC 603eと、Macintosh TVと同様のデザインと機能を備えた「ディレクターズ エディション」とされていた。モデル番号の先頭に「LC」を付けた以前の教育モデルとは異なり、5200/5300モデルは、当時のAppleの主要上位機種のPower Macintoshを使用し、末尾に「LC」を付加した。
Power Macintosh 5300 LC は「LC」としてブランド化された最後のモデルで、1997年初頭まで販売された。これに代わるものはPower Macintosh 5500で、教育に特化したモデルを構築する慣行を続けたが、専用ブランドにはしなかった (英国のみのPower Macintosh ONE/225を除く)。Appleは、2002年のeMacまで、教育市場向けブランド名を持つモデルのMacintoshを製造していない。

## モデル

### デスクトップ
| モデル | プロセッサ      | バンドルOS       | 最終対応 OS    | HDD        | RAM              | 拡張スロット        | ビデオ RAM          | 米国での同一ハードウェア         | 発売・廃盤             |
| ------ | --------------- | ---------------- | -------------- | ---------- | ---------------- | ------------------- | ------------------- | -------------------------------- | ---------------------- |
| LC     | MC68020 16MHz   | 漢字Talk 6.0.7.1 | 漢字Talk 7.5.5 | 30～80MB   | 2MB (最大10MB)   | LC PDS              | 256KB(最大 512 KB)  | -                                | 1990年10月・1992年3月  |
| LC Ⅱ   | MC68030 16MHz   | 漢字Talk 6.0.7.1 | Mac OS 7.6.1   | 30～80MB   | 4MB (最大10MB)   | LC PDS              | 256KB(最大 512 KB)  | Performa 400 ～ 430              | 1992年3月・ 1993年3月  |
| LC Ⅲ   | MC68030 25MHz   | 漢字Talk 7.1     | Mac OS 7.6.1   | 80～160MB  | 4MB (最大 36 MB) | LCⅢ PDS             | 512KB (最大 768 KB) | Perfoma 450                      | 1993年2月・1994年2月   |
| LC 475 | MC68LC040 25MHz | 漢字Talk 7.1     | Mac OS 8.1     | 80～250MB  | 4MB (最大 36 MB) | LCⅢ PDS             | 0.5～1MB            | Performa 475, Quadra 605         | 1993年10月・1996年7月  |
| LC 630 | MC68LC040 33MHz | 漢字Talk 7.1.2   | Mac OS 8.1     | 250～500MB | 4MB (最大 36 MB) | LCⅢ PDS/通信/ビデオ | 1MB                 | Quadra 630, Performa 630 – 640CD | 1994年7月・ 1995年10月 |

### オールインワン
| モデル       | CPU             | 内蔵CRT        | バンドルOS     | 最終対応 OS  | HDD        | RAM              | 拡張                            | ビデオ RAM | 同等                    | 発売・廃盤             |
| ------------ | --------------- | -------------- | -------------- | ------------ | ---------- | ---------------- | ------------------------------- | ---------- | ----------------------- | ---------------------- |
| LC 520       | MC68030 25MHz   | トリニトロン   | 漢字Talk 7.1   | Mac OS 7.6.1 | 80～160MB  | 4MB (最大 36 MB) | LCⅢ PDS                         | 512～768KB | Performa 520            | 1993年6月・1994 年2月  |
| Macintosh TV | MC68030 32MHz   | トリニトロン   | 漢字Talk 7.1   | Mac OS 7.6.1 | 160MB      | 4MB (最大8MB)    | LCⅢ PDS (TV カードで空きがない) | 512KB      | Performa 520            | 1993年10月・1994年 2月 |
| LC 550       | MC68030 33MHz   | トリニトロン   | 漢字Talk 7.1   | Mac OS 7.6.1 | 80～160MB  | 4MB (最大 36 MB) | LCⅢ PDS                         | 512～768KB | Performa 550 ～ 560     | 1994年2月・1995年3月   |
| LC 575       | MC68LC040 33MHz | トリニトロン   | 漢字Talk 7.1   | Mac OS 8.1   | 160～320MB | 4MB (最大 68 MB) | LCⅢ PDS/通信スロット            | 0.5～1MB   | Performa 575 – 578      | 1994年2月・1995年4月   |
| LC 580       | MC68LC040 33MHz | シャドーマスク | 漢字Talk 7.1.2 | Mac OS 8.1   | 500MB      | 4MB (最大 52 MB) | LCⅢ PDS/通信スロット/ビデオ     | 1MB        | Performa 580CD ～ 588CD | 1995年4月・1996年3月   |

## タイムライン
Template:Timeline of Macintosh LC modelsTemplate:Timeline of Macintosh LC models
- CPUタイプ別Macintoshモデル一覧
- Macintosh モデルのタイムライン